# IL Sparta Sarpsborg
El IL Sparta Sarpsborg es un equipo de fútbol de Noruega que juega en la 4. divisjon, la quinta categoría nacional.

## Historia
Fue fundado en el año 1928 en la ciudad de Sarpsborg como la sección de fútbol de{ IL Sparta y su primer logro importante fue el subcampeonato nacional en la temporada 1947/48, y posteriormente fue campeón de la copa nacional en 1951 venciendo en la final al Asker Fotball por 3-2.
El club jugó por nueve temporadas consecutivas en la Eliteserien de 1949 a 1958 hasta que la sección de fútbol pasó al nivel aficionado en 1964.
En 1999 16 equipos de Sarpsborg decidieron crear un equipo para que pudiera competir con los equipos profesionales del país llamado Sarpsborg Fotball, equipo que tomaría el lugar del Sarpsborg FK en la Fair Play ligaen, y la fusión incluía al IL Sparta Sarpsborg. Tras la primera temporada en la que el club descendío de categoría, tanto el IL Sparta Sarpsborg como el Sarpsborg FK decidieron abandonar la fusión y regresar a ser equipos independientes.
En 2004 el club sería refundado como FK Sparta Sarpsborg como participante en la Adeccoligaen en 2005 luego de décadas en las divisiones aficionadas luego de una victoria por 15-0 ante el Fram Larvik en octubre de 2005.

## Palmarés
- Copa de Noruega: 1

1952